# Festivali i Këngës 21
Festivali i Këngës 21 hölls mellan den 24 och 26 december 1982 i Opera- och baletteatern vid Skanderbegtorget i Tirana. I detta års tävling utsågs en segrare, två andraplacerade samt tre tredjeplacerade bidrag. 
Tävlingen vanns av sångerskan Marina Grabovari med låten "Një djep në barrikadë". Under denna upplaga framförde två olika artister varje bidrag. Därav framförde även Luan Zhegu vinnarlåten.

## Deltagare (urval)
| Plats | Artist                                | Låt                              | Text               | Musik          |
| ----- | ------------------------------------- | -------------------------------- | ------------------ | -------------- |
| 1     | Marina Grabovari                      | "Një djep në barrikadë"          | Hysni Milloshi     | Avni Mula      |
| 2     | Parashqevi Simaku & Lindita Theodhori | "Gëzuar shokë"                   | Kudret Isai        | Ferdinand Deda |
| 2     | Lindita Theodhori & Ema Qazimi        | "Dashuria jonë"                  | Zhuliana Jorganxhi | Flamur Shehu   |
| 3     | Hysen Koçia & Tatiana Isai            | "Unë biri yt"                    | Ali Podrimja       | Fehim Ibraimi  |
| 3     | Irma Libohova & Adriana Ceko          | "Kur zemrat rrahin si një zemër" | Xhevair Spahiu     | Kujtim Laro    |
| 3     | Afërdita Laçi & Kozma Dushi           | "Prehri yt o nënë"               | Zhuliana Jorganxhi | Alfons Ballçi  |